# Warrior Sports

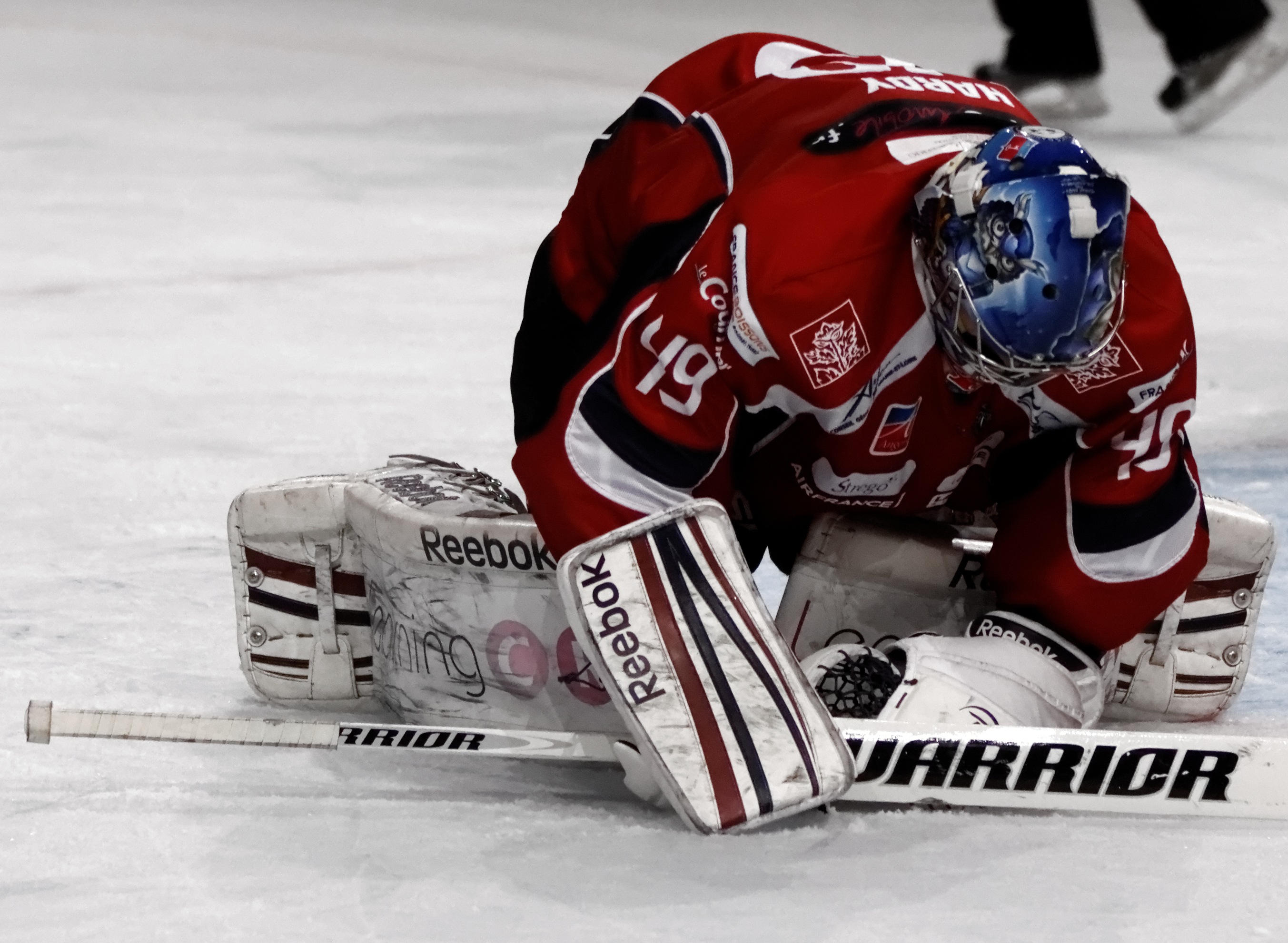
Crosse de gardien

Warrior Sports est un équipementier sportif américain spécialisé dans la fabrication de matériel de hockey sur glace, de crosse et rapidement dans le football. La société est créée en 1992 par David Morrow, ancien joueur de crosse.

## Sponsoring
Warrior Sports était notamment le sponsor des équipes de football du FC Liverpool (il succédait à Adidas), du FC Séville et du FC Porto. Elle a été remplacée par New Balance, la société mère, lors de la saison 2015-2016.
Très présent dans le matériel de hockey sur glace, il sponsorise également certains joueurs de la LNH et particulièrement Henrik Zetterberg, joueur des Red Wings de Détroit. Il a d'ailleurs sponsorisé des joueurs comme Alekseï Kovaliov, Ilia Kovaltchouk, Max Pacioretty, Zdeno Chara, Bradley Marchand,  Alexander Steen, Mikkel Boedker, Tristan Jarry, Leon Draisaitl et bien d'autres.